# Limited Liability Company
Die Limited Liability Company (LLC) ist eine Rechtsform von Unternehmen in den USA, die gegebenenfalls und je nach Bundesstaat der Vereinigten Staaten sowohl einer Corporation als auch einer Limited Liability Partnership ähnlich sein kann.

## Hintergrund
Einige Bundesstaaten schließen bei dieser Rechtsform Gesellschaften als Gesellschafter aus, fordern mehrere Gesellschafter, einen schriftlichen Gesellschaftsvertrag, eine Anzeige der Gründung in der örtlichen Tageszeitung oder auch Körperschaftsteuer.
Auf Bundesebene der USA wird die LLC entweder als Einzelunternehmen, als Personengesellschaft oder auf Antrag als Kapitalgesellschaft besteuert. Der Sozialversicherung und Medicare gilt ein Gesellschafter einer LLC als Selbständiger, der über ihren gesamten Gewinn als Einkommen verfügt.
Die Besteuerung als Personengesellschaft war die Absicht des Gesetzes von Wyoming vom 4. März 1977, das die LLC in das Gesellschaftsrecht der Vereinigten Staaten einführte. Vorläufer der LLC war die im Jahr 1874 in Pennsylvania und in den folgenden Jahren in Michigan, Ohio und New Jersey eingeführte Limited Partnership Association oder Partnership Association, die vornehmlich die gegebene Haftungsbeschränkung beabsichtigt.
Mehrere Kommissionen schlugen die LLC betreffend bundesweit einheitliche Gesetzestexte vor, die mancher Bundesstaat mehr oder weniger übernahm. Die eine oder andere Variante übernahmen mehrere Bundesstaaten. Als letzter Bundesstaat ließ Hawaii durch ein Gesetz vom 7. Juni 1996 ab dem 1. April 1997 die LLC zu.

## Steuerliche Behandlung in Deutschland
In Deutschland ansässige Gesellschafter einer LLC können unterschiedlich besteuert werden. Der Bundesfinanzhof stufte mit einem Urteil vom 20. August 2008 ein Schreiben des Bundesministeriums der Finanzen aus dem März 2004 als grundlegend ein und verwarf damit ein Urteil des Finanzgerichtes Baden-Württemberg.
Das Ministerium begründet in diesem Schreiben vom 19. März 2004 ausführlich, dass über jede einzelne LLC, unabhängig ihrer Einordnung in den USA, anhand aller tatsächlichen Sachverhalte entschieden werden muss, wie sie gegebenenfalls im Steuerrecht Deutschlands einzuordnen ist.
Eine LLC kann demnach von den USA als Personengesellschaft und von Deutschland als Kapitalgesellschaft behandelt werden, von den USA als Kapitalgesellschaft und von Deutschland als Personengesellschaft oder von beiden Seiten gleich. Einerseits kann beispielsweise der Gewinn der LLC eine Bemessungsgrundlage der Einkommensteuer sein und andererseits nur Gewinnausschüttungen mit Quellensteuer der USA. Hinzu kommen unterschiedliche Auswirkungen zwischenstaatlicher Abkommen.